# Stellnetz

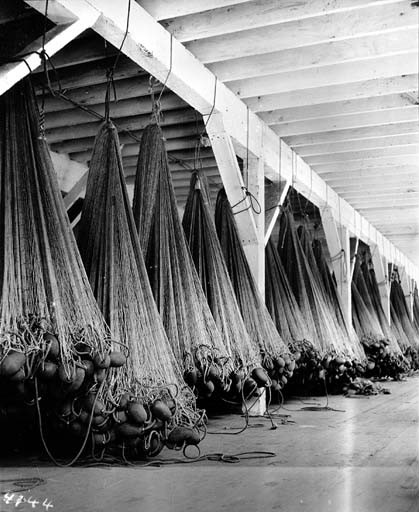
Stellnetze (1917)

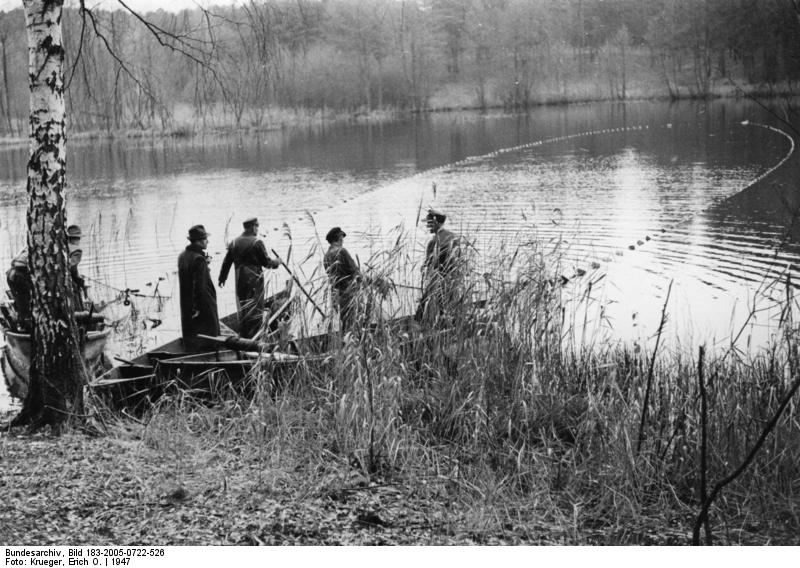
Stellnetzfischer (1947)

Stellnetze sind in der Regel aus einer einfachen Netzwand aus einfädiger oder geflochtener Nylonschnur bestehende Fischernetze.

## Funktion

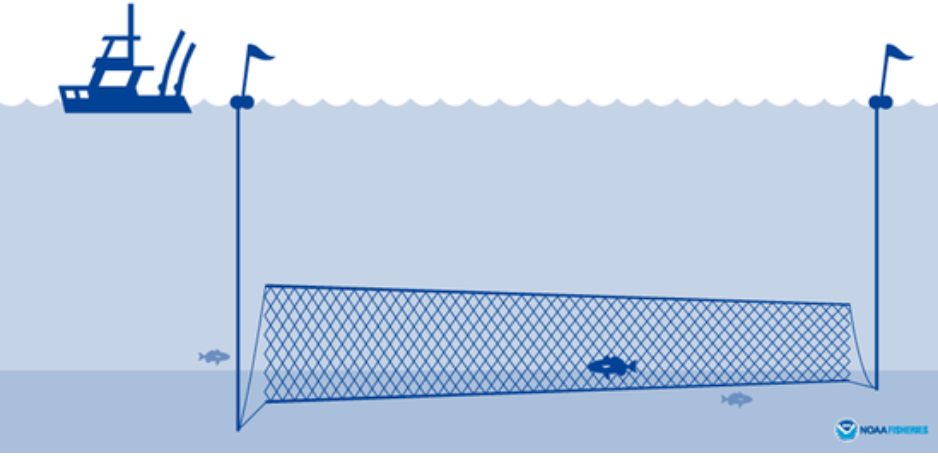
Schematische Darstellung eines Stellnetzes

Wie beim Treibnetz wird der Fisch gefangen, wenn er das Netz zu durchschwimmen versucht und dabei mit dem Kopf stecken bleibt. Bei anschließenden Befreiungsversuchen verheddert er sich dann weiter im Netz.
Der Gebrauch des Stellnetzes ist sowohl in der Binnen- als auch in der Küstenfischerei üblich. Die Netze werden nach Art ihres Aufstellens unterschieden. Pelagialnetze werden an Schwimmern hängend in der gewünschten Tiefe im Freiwasser aufgestellt. Bei Bodennetzen ist die untere Sinkschnur schwer genug, um den Auftrieb der oberen Schwimmschur auszugleichen. Das Netz sinkt daher auf den Gewässergrund. Anders als Treibnetze werden Stellnetze wenn möglich an beiden Enden fest verankert. In der Binnenfischerei sind Längen um die 30 m üblich.
Ein Vorteil der Stellnetzfischerei besteht in der relativ einfachen Wartung des Gerätes und der Möglichkeit, durch Maschenweite und Platzierung des Netzes gezielt Fische einer bestimmten Größe oder Art zu fangen. Da die empfindliche Schleimschicht der Fische beim Fang zu Schaden kommt und sich die Fische darüber hinaus häufig so stark verheddern, dass sie nicht unverletzt befreit werden können, sind mit dem Stellnetz gefangene Fische nicht für die Lebendhälterung geeignet und müssen sofort getötet werden.
Zielfische sind in der Binnenfischerei meist Felchen (Maräne), Barsch, Zander, Schleie, Karpfen, Hecht und Weißfische. In der Küstenfischerei vor allem Hering, aber auch Dorsch, Meerforelle, Butt und Scholle.
Der Einsatz von Stellnetzen in der Küstenfischerei ist wegen des Verdachts auf großen Beifang von Meeressäugetieren (Schweinswalen), Enten (Eiderente und Eisente), aber auch Seetauchern (Sterntauchern) umstritten. Das Bundesamt für Naturschutz führt dazu eine Untersuchung durch.
Stellnetze werden seit mindestens 7000 Jahren verwendet, so in China für die Karauschen- und Karpfen-Fischerei.